# Iain Canning
Iain Canning est un producteur de cinéma indépendant anglais né le 23 juillet 1979 à Bristol.

## Biographie
Après des études à l'Université de Glasgow, il travaille pour différentes sociétés de production, comme Lion Television, Seventh Kingdom Productions ou Warp X Films.
En 2008, il fonde See-Saw Films avec le producteur australien Emile Sherman,.

## Filmographie

### Cinéma
- 2006 : Candy de Neil Armfield
- 2007 : Control d'Anton Corbijn
- 2008 : Hunger de Steve McQueen
- 2009 : Mary et Max d'Adam Elliot
- 2010 : Oranges and Sunshine de Jim Loach
- 2010 : Le Discours d'un roi de Tom Hooper
- 2010 : Wog Boy 2: Kings of Mykonos (en) de Peter Andrikidis
- 2011 : Shame de Steve McQueen
- 2012 : Dead Europe (en) de Tony Krawitz
- 2013 : Tracks de John Curran
- 2015 : Macbeth de Justin Kurzel
- 2015 : Life d'Anton Corbijn
- 2015 : Mr. Holmes de Bill Condon
- 2015 : Slow West de John Maclean
- 2018 : Marie Madeleine (Mary Magdalene) de Garth Davis
- 2018 : Les Veuves (Widows) de Steve McQueen
- 2019 : Ammonite de Francis Lee
- 2021 : The Power of the Dog de Jane Campion
- 2022 : La Ruse (Operation Mincemeat) de John Madden
- 2022 : The Son de Florian Zeller
- 2023 : Une vie (One Life) de James Hawes

### Télévision
- 2013 : Top of the Lake (Mini-Série) de Jane Campion et Garth Davis

## Distinctions

### Récompenses
- Oscars 2011 : Oscar du meilleur film pour Le Discours d'un roi, conjointement avec Emile Sherman et Gareth Unwin
- BAFTA 2011
  - BAFA du meilleur film pour Le Discours d'un roi, conjointement avec Emile Sherman et Gareth Unwin
  - BAFA du meilleur film britannique pour Le Discours d'un roi, conjointement avec Emile Sherman et Gareth Unwin

### Nominations
- BAFTA 2012 : Nomination de Shame pour le BAFA du meilleur film britannique